# Mausoleu d'Itimad-ud-Daula
El Mausoleu d'Itimad-ud-Daula es troba a la ciutat d'Agra, a Uttar Pradesh.
Va ser construït per iniciativa de Nûr Jahân, l'esposa de Jahângîr, per al seu pare Mirza Ghiyath Beg Itimad al-Dawla ('pilar de l'estat') quan el seu gendre li havia donat poder efectiu sobre l'imperi. Mirza Ghiyath Beg és també l'avi de Mumtaz Mahal, l'esposa de l'emperador Xa Jahan, tots dos soterrats al Taj Mahal.

## Història
L'edifici es va construir entre el 1622 i el 1628, a la riba esquerra del Yamuna, entre pavellons i jardins dels prínceps i dignataris de la cort d'Agra, aleshores capital de l'Imperi mogol. Representa la transició entre la primera arquitectura mogol, que utilitzava pedra sorrenca vermella amb decoracions de marbre –com ara el Mausoleu de Humayun a Delhi o la d'Akbar a prop d'Agra– i la segona, l'assoliment emblemàtic de la qual és el Taj Mahal i la imatge de la decadència el Mausoleu de Bibi Ka Maqbara, construït per Aurangzeb a Aurangabad (Maharashtra). Al mig de cada costat del mur del recinte s'alça un monumental pavelló de gres roig incrustat de marbre blanc (amb motius florals i ampolles que recorden l'embriaguesa del nèctar del paradís); la seua disposició simètrica reprén la tradició de les mesquites perses amb el pati amb quatre iwans.
Els historiadors de l'art a vegades presenten aquest mausoleu com un "esborrany" del Taj Mahal, i l'anomenen el "Petit Taj".

## Descripció
Aquest notable monument es troba en un jardí envoltat per un mur de quatre metres d'alçada, cobert amb guix tintat, amb torres a cada xamfrà. Quatre calçades elevades de gres roig materialitzen els dos eixos de simetria que condueixen des dels pavellons perifèrics fins a l'andana de l'edifici central. La plataforma central quadrada amb graons, de 50 m de costat, s'alça per una base d'un metre d'alt en pedra sorrenca vermella amb incrustacions de dibuixos geomètrics de marbre blanc. El circuit hidràulic ara abandonat que regava el jardí és típic del jardí persa cruciforme, el Chahar bagh, i simbolitza l'Edén. La planta de l'edifici central és típica del palau iranià Hacht-Behecht i evoca els vuit jardins del paradís.
L'edifici funerari, de 23 m de costat, està decorat en cada cantonada amb torres de mirador hexagonals de 13 m d'altura, rematades amb chhatris i que serveixen de minarets. S'hi accedeix per quatre trams d'escales, decorades al mig amb un pla inclinat d'escates de peix que recorden els salts d'aigua que donaven aigua als canals excavats als camins.
Totes les parets de rajola s'han cobert amb marbre blanc de Rajasthan (aquest color, que simbolitza la puresa de l'ànima, abans es reservava per a les tombes dels sants), incrustat amb una marqueteria de pedres semiprecioses -com ara cornalina, jaspi, lapislàtzuli, ònix, topazi plegat i encastat- a la manera de la Pèrsia safàvida amb xiprers, i amb gerros amb rams. Aquesta tècnica d'arts decoratives, tradicional a l'Índia, és coneguda amb el terme pedra dura.
Setze pantalles de marbre, anomenades jali, perforen la planta baixa de l'edifici i deixen que hi entre la llum, creant contrastos entre la llum i la foscor. Una entrada d'arc persa (apuntat), precedida de quatre esglaons, perfora cada façana idèntica i dona accés a quatre avantcambres interconnectades amb sales quadrades als cantons de l'edifici. Totes les habitacions estan decorades amb bandes de marbre rematades amb pintura d'estuc que representa una natura floral idealitzada i fornícules (decorades amb gerros, copes de nèctar i perfum) que evoquen l'Edén.
Cada avantcambra s'obri a la cambra funerària central il·luminada per tres jali i que conté dos cenotafis de jaspi de Mîrzâ Ghiyath Begâs Beg i la seua dona. Els cossos envoltats d'aquesta parella es troben a terra dos metres més avall, mirant cap al nord i estirats al costat dret, cap a La Meca.
Les estances quadrades dels cantons alberguen cenotafis d'altres familiars. La terrassa del terrat, envoltada per una balustrada, està perforada al bell mig per un pavelló decorat amb chhajja i il·luminat només per jali. Aquest conté dos cenotafis de marbre blanc disposats de la mateixa manera que en la cambra funerària.

Si bé se'n desconeix el nom de l'arquitecte, el del mestre cal·lígraf Abd al-Nabi al-Qarsh que gravà dues sures de l'Alcorà en cartel·les a les quatre façanes, ha quedat per a la posteritat.

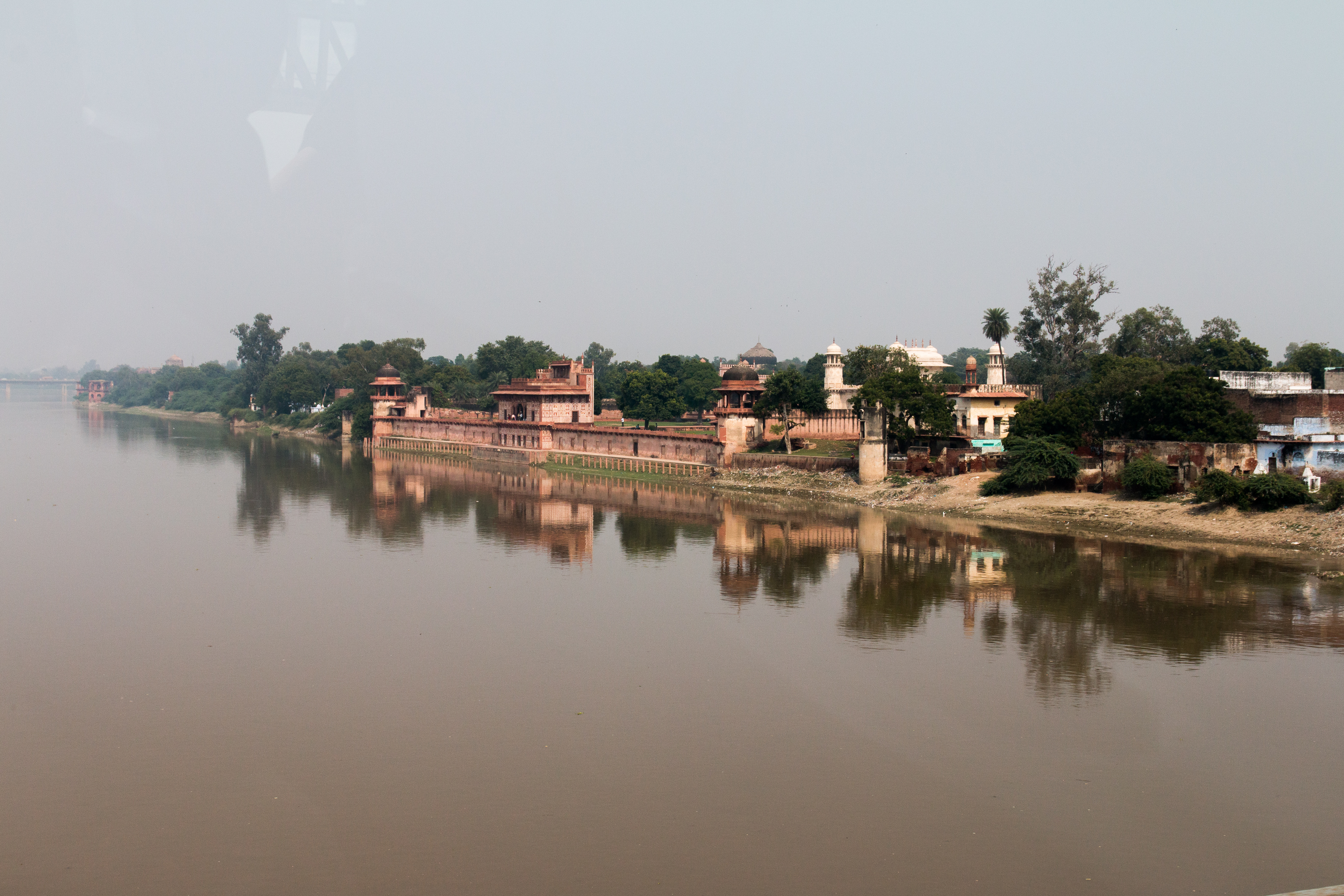
Pavelló i paret límit oest amb vista al Yamuna
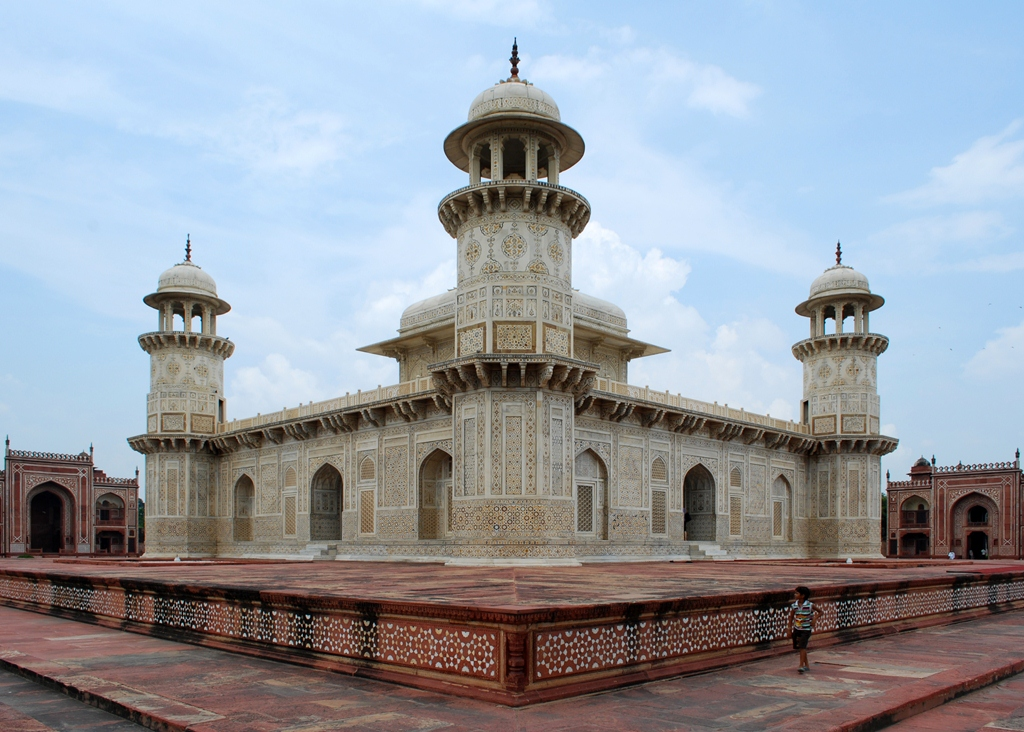
El Mausoleu d'Itimād-ud-Daulā
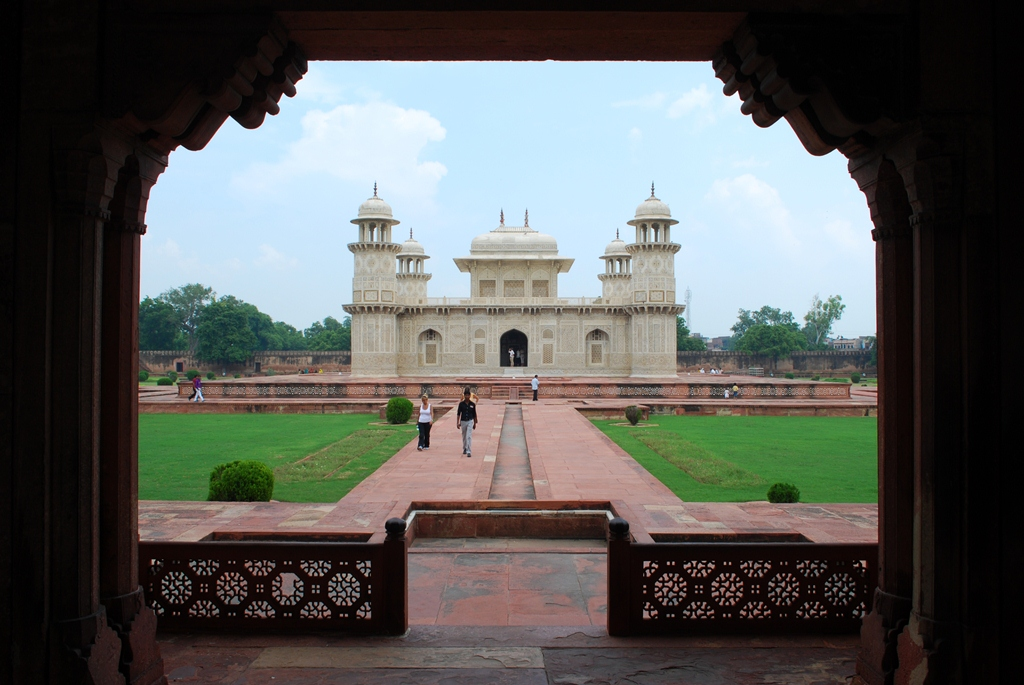
Façana oest
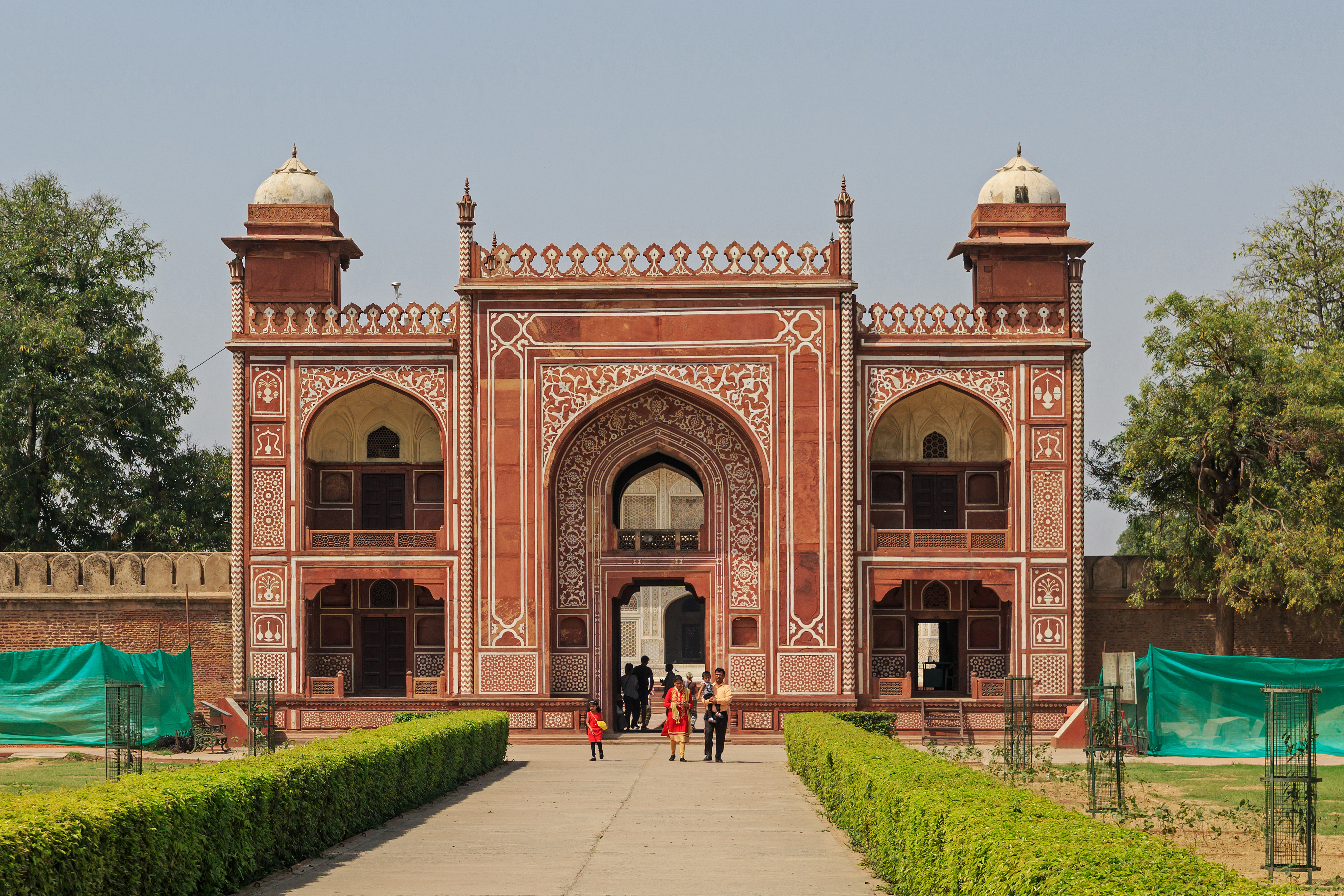
L'entrada est
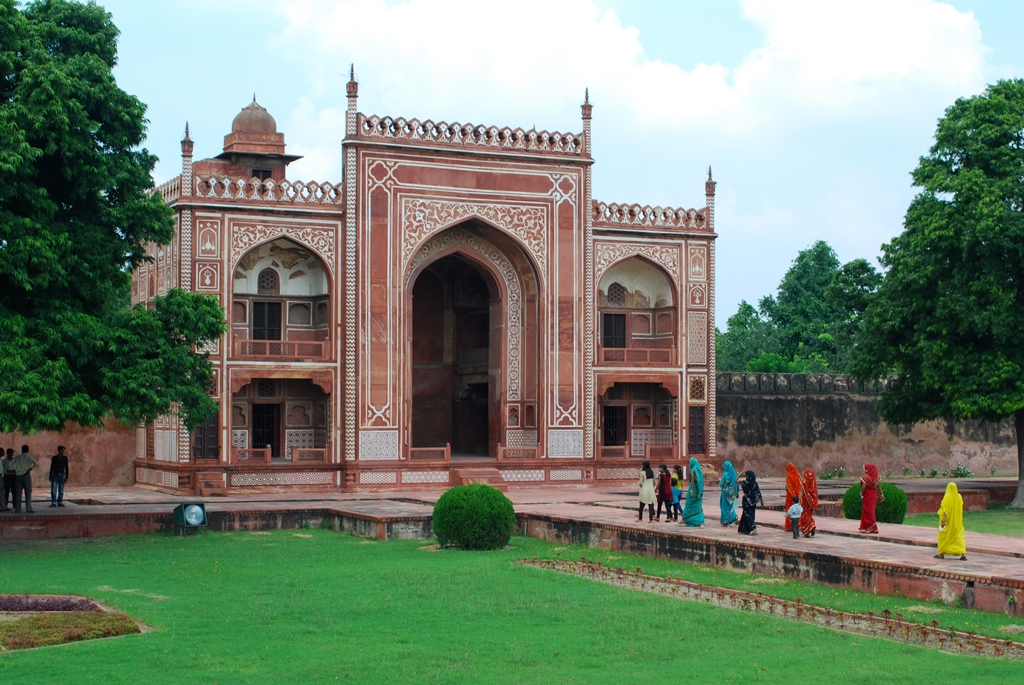
L'entrada nord
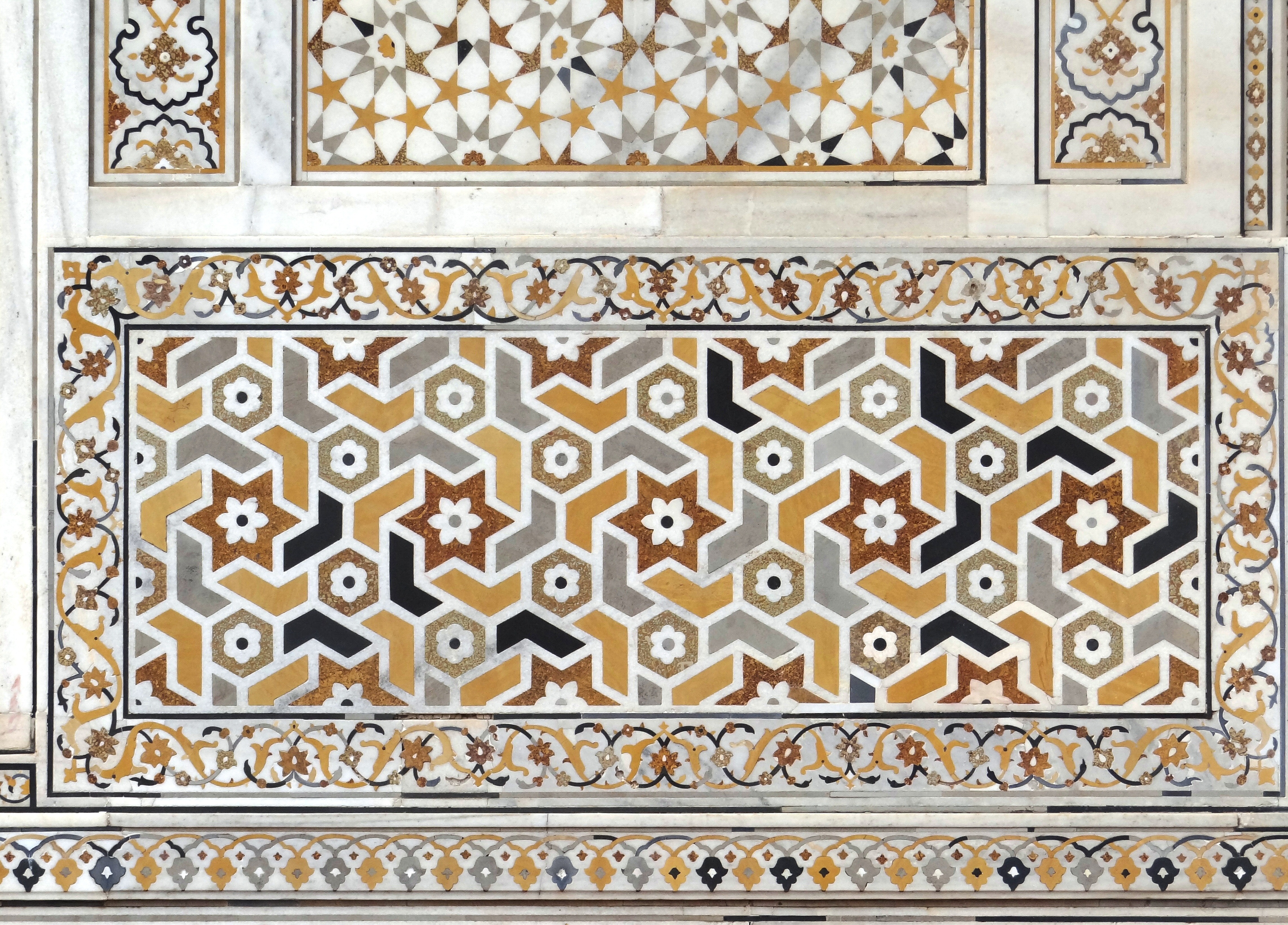
Els patrons geomètrics[8] dels panells estan emmarcats per un entrellaçat floral
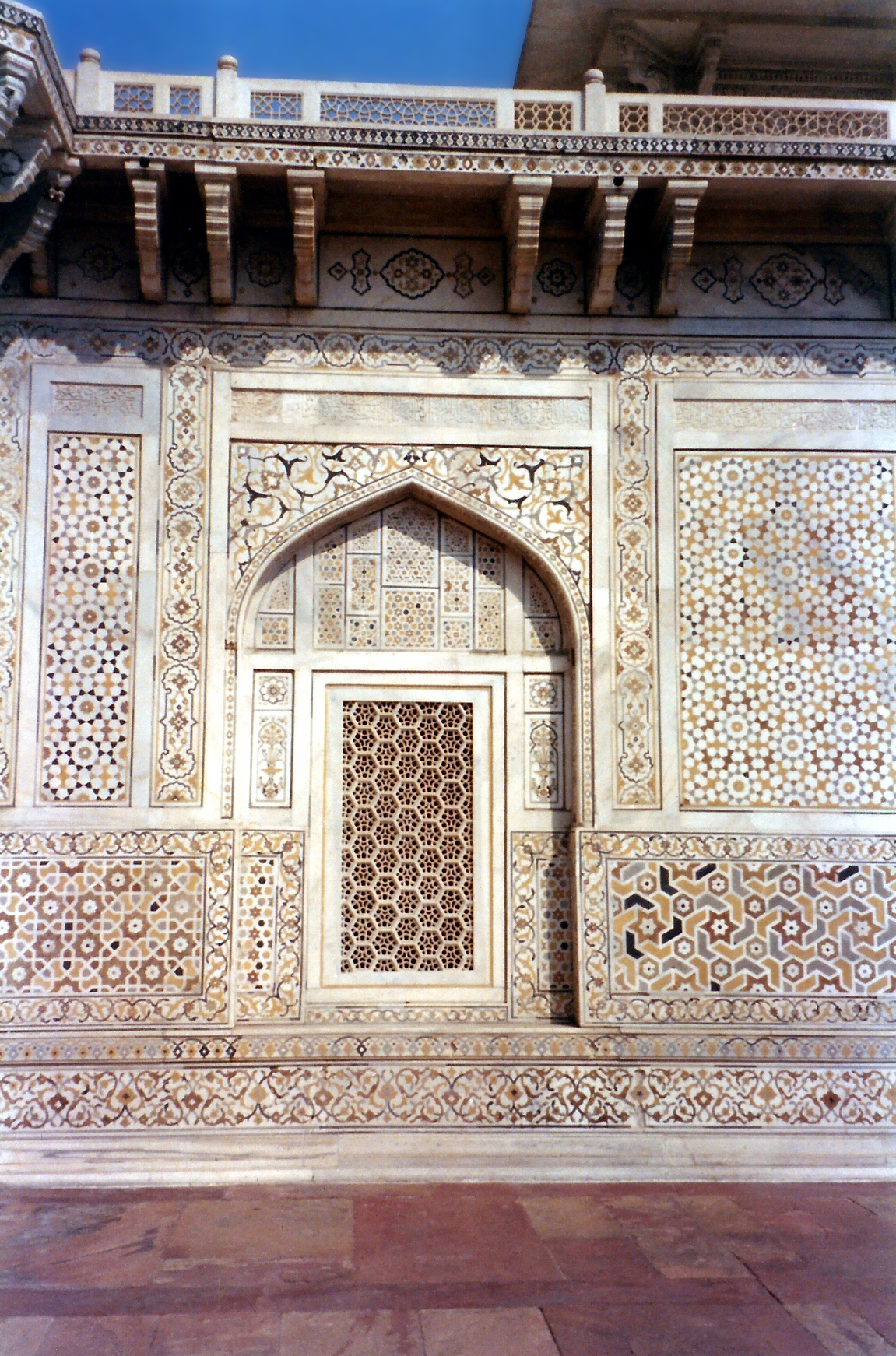
Els panells i arcs perses estan coronats per cartel·les
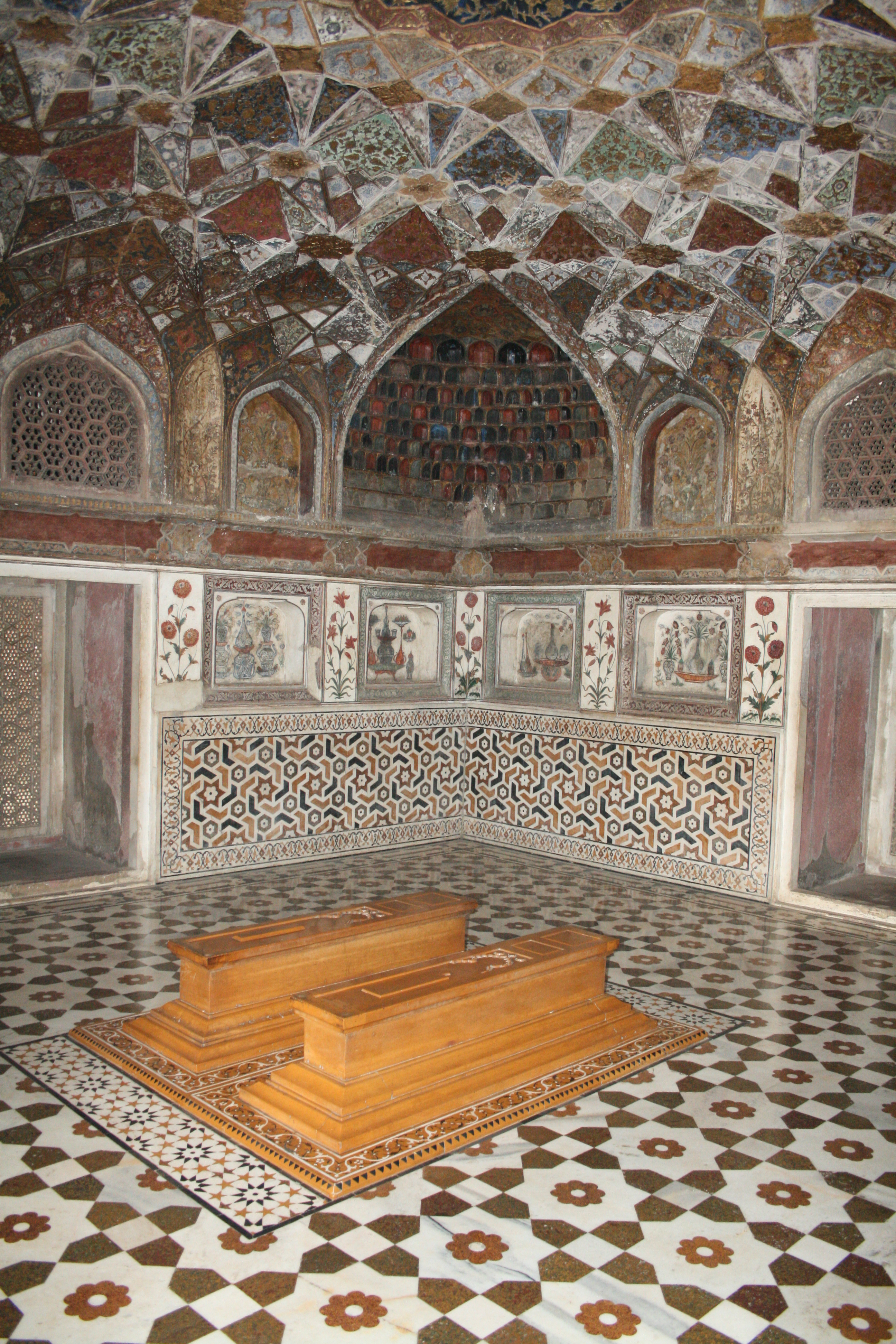
Els dos cenotafis de jaspi de la cambra funerària
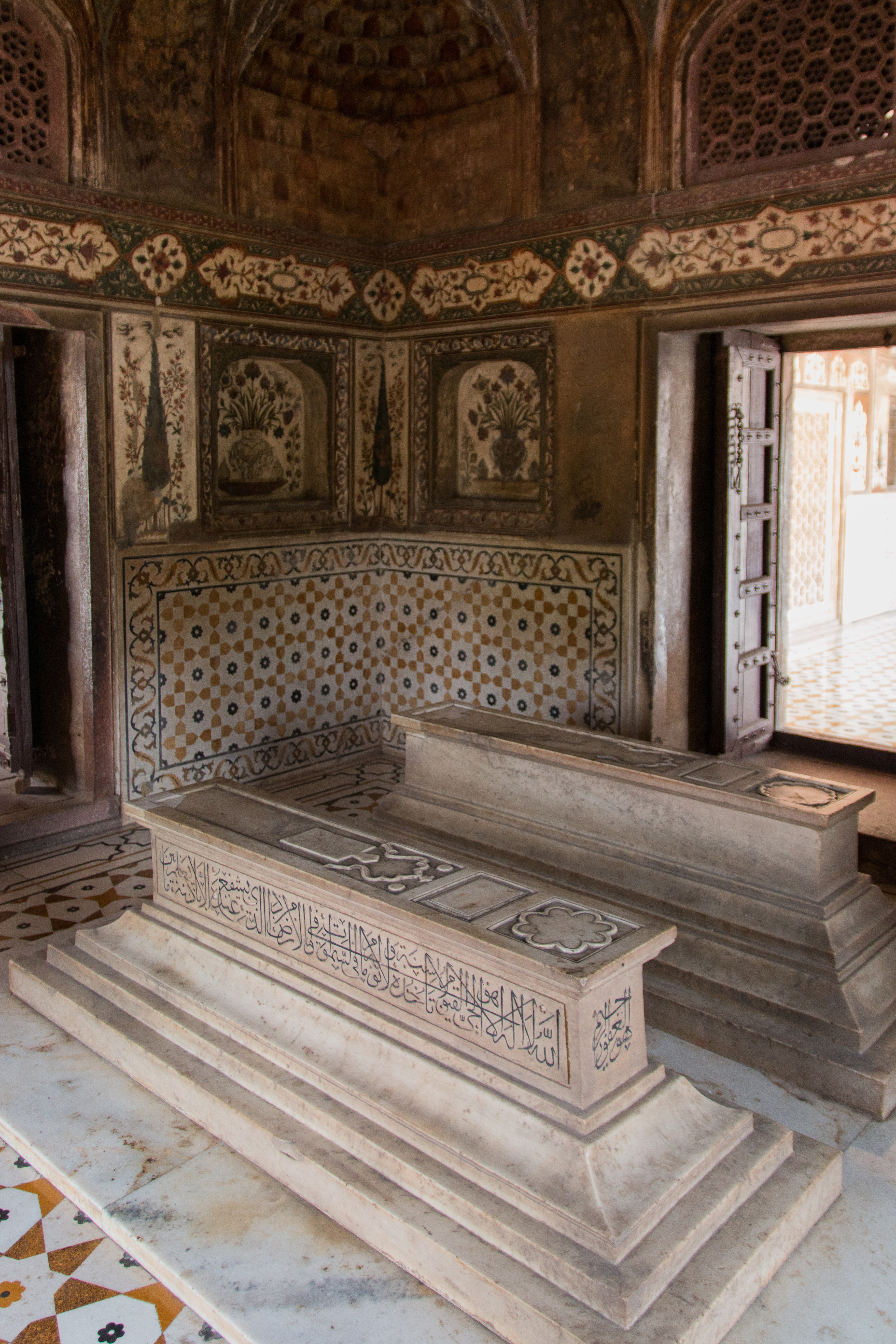
Els dos cenotafis de marbre del pavelló
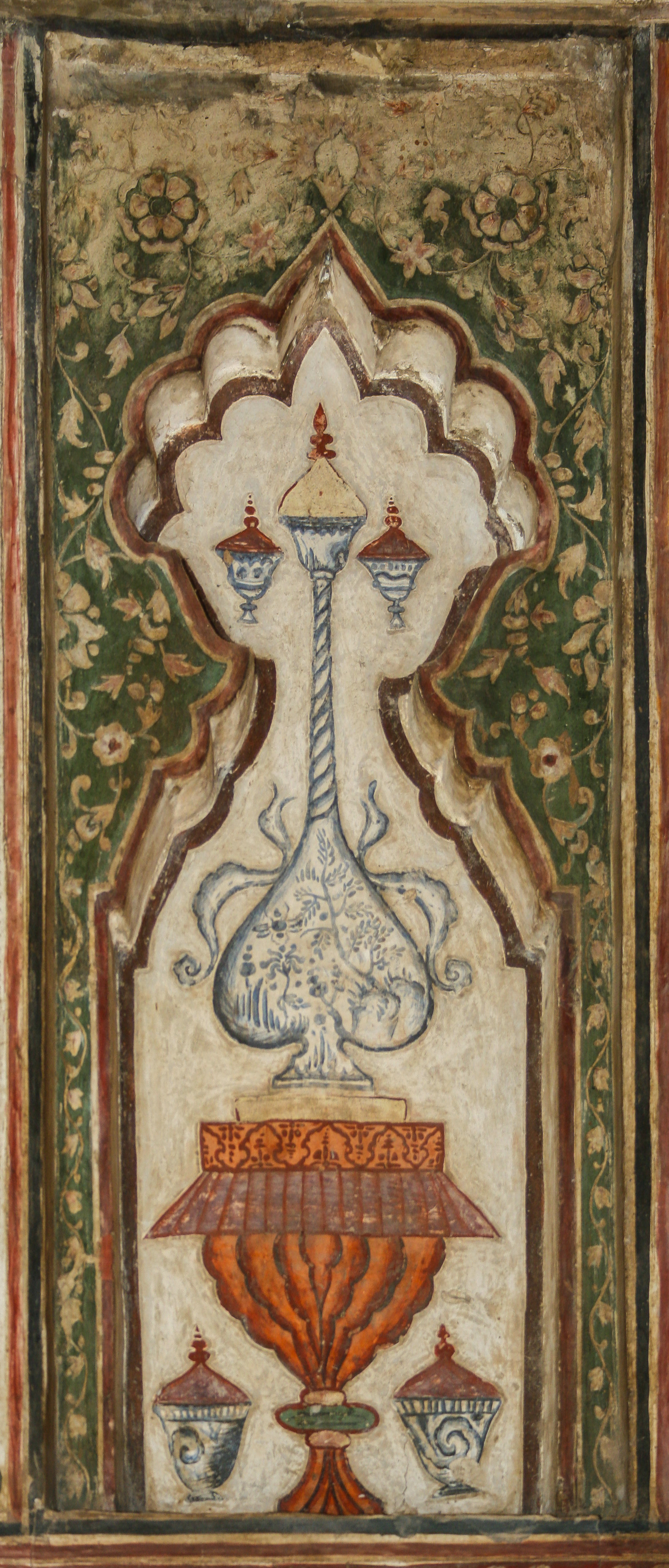
Detall de la decoració
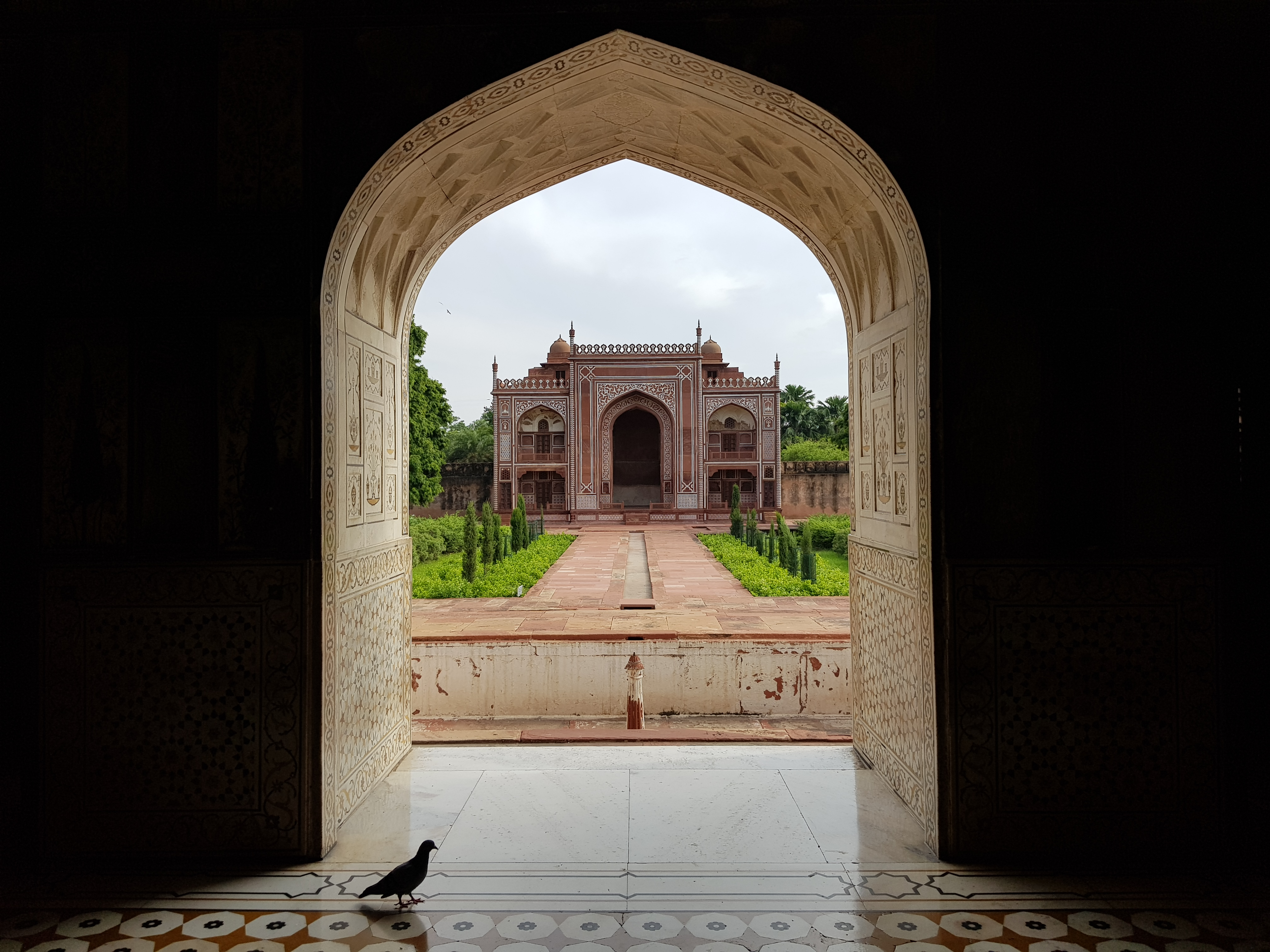
Un ocell fa uns passos cap al mausoleu. Agost del 2019
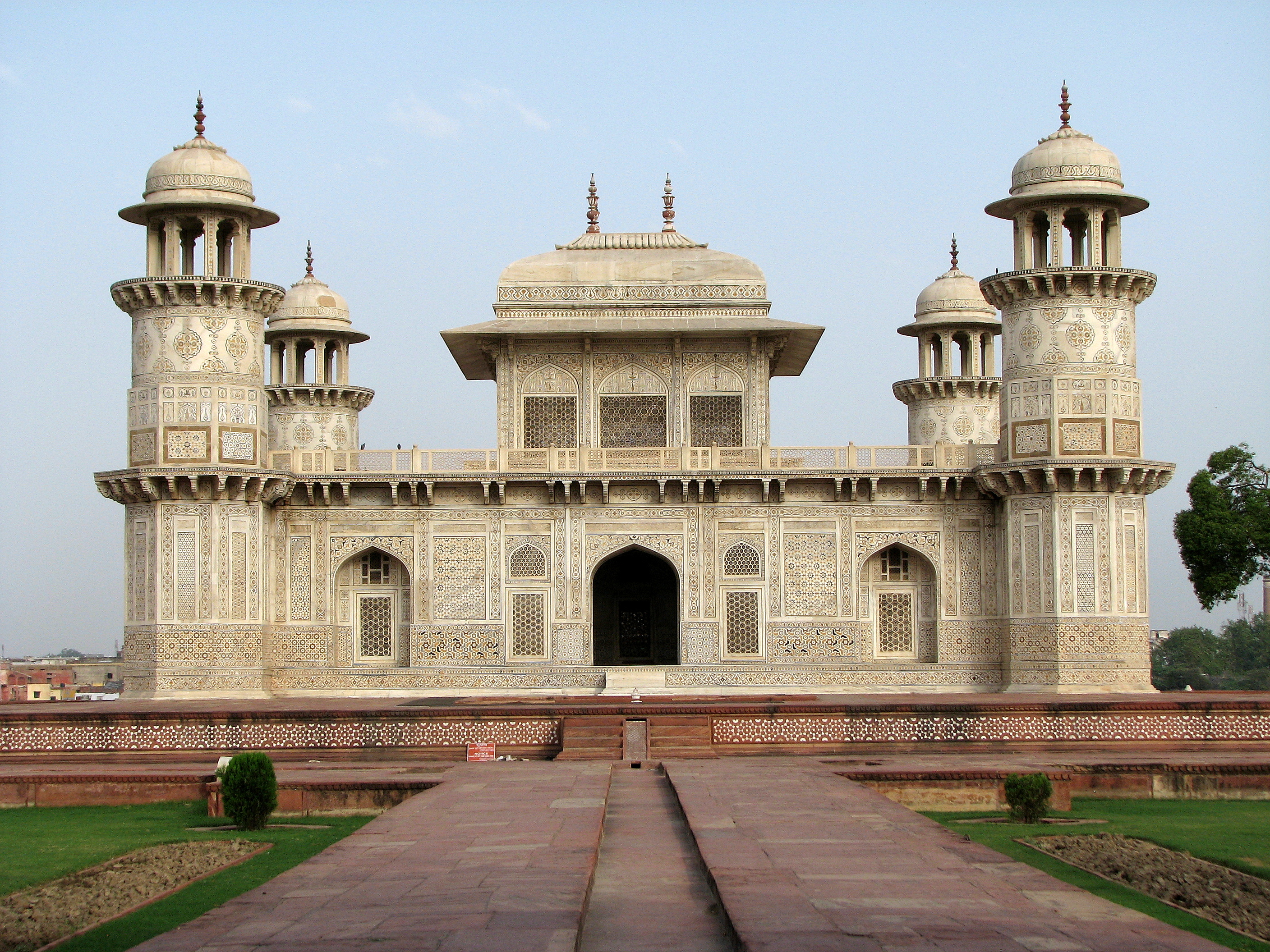
El mausoleu vist des de la porta d'entrada. Juny del 2008